# UFC Fight Night: Edgar vs. Faber
UFC Fight Night: Edgar vs. Faber（ユーエフシー・ファイトナイト：エドガー・バーサス・フェイバー、別名UFC Fight Night 66）は、アメリカ合衆国の総合格闘技団体「UFC」の大会の一つ。2015年5月16日、フィリピン・マニラのモール・オブ・アジア・アリーナで開催された。

## 大会概要
UFC初のフィリピン開催となった本大会ではフランク・エドガーとユライア・フェイバーによるフェザー級ワンマッチが組まれた。
CFFCフェザー級王者レヴァン・マカシュヴィリがUFCデビュー。

### カード変更
負傷などによるカードの変更は以下の通り。
- ロジャー・ザパタ → ディエゴ・リマ（第4試合）

- アレックス・ホワイト → レヴァン・マカシュヴィリ（第7試合）

## 試合結果

### アーリープレリム
第1試合 フライ級ワンマッチ 5分3R
○  ヤオ・ジークイ vs.  ノーラン・ティックマン ×
3R終了 判定2-1（29-28、28-29、29-28）
第2試合 フライ級ワンマッチ 5分3R
○  ジョン・デロス・レイエス vs.  ロルダン・サンチャーン ×
2R 3:13 リアネイキドチョーク

### プレリミナリーカード
第3試合 62.1契約ワンマッチ 5分3R
○  ニン・グァンユー vs.  ロイストン・ウィー ×
2R 4:59 TKO（グラウンドの肘打ち）
※ウィーの体重超過によりバンタム級から変更。
第4試合 ウェルター級ワンマッチ 5分3R
○  リー・ジンリャン vs.  ディエゴ・リマ ×
1R 1:25 KO（パウンド）
第5試合 ライト級ワンマッチ 5分3R
○  ケイジャン・ジョンソン vs.  チャン・リーペン ×
3R終了 判定3-0（30-27、29-28、29-28）
第6試合 ライト級ワンマッチ 5分3R
○  ジョン・タック vs.  バン・テヒョン ×
1R 3:56 リアネイキドチョーク

### メインカード
第7試合 フェザー級ワンマッチ 5分3R
○  レヴァン・マカシュヴィリ vs.  マーク・エディーヴァ ×
3R終了 判定2-1（29-28、28-29、30-27）
第8試合 フェザー級ワンマッチ 5分3R
○  フィリップ・ノヴァー vs.  ナム・ウィチョル ×
3R終了 判定2-1（29-28、28-29、29-28）
第9試合 ウェルター級ワンマッチ 5分3R
○  ニール・マグニー vs.  イム・ヒョンギュ ×
2R 1:24 TKO（パウンド）
第10試合 ミドル級ワンマッチ 5分3R
○  マーク・ムニョス vs.  ルーク・バーナット ×
3R終了 判定3-0（29-28、30-27、30-27）
第11試合 ミドル級ワンマッチ 5分3R
○  ゲガール・ムサシ vs.  コスタ・フィリッポウ ×
3R終了 判定3-0（30-27、30-27、30-27）
第12試合 フェザー級ワンマッチ 5分5R
○  フランク・エドガー vs.  ユライア・フェイバー ×
5R終了 判定3-0（50-45、50-45、50-45）

### 各賞
ファイト・オブ・ザ・ナイト： ジョン・デロス・レイエス vs. ロルダン・サンチャーン
パフォーマンス・オブ・ザ・ナイト： ニール・マグニー、ジョン・タック
各選手にはボーナスとして5万ドルが支給された。